# The Survivor
The Survivor és una pel·lícula de terror sobrenatural australiana del 1981 dirigida per David Hemmings i protagonitzada per Robert Powell, Jenny Agutter i Joseph Cotten. La pel·lícula segueix un pilot d'una línia aèria que, després de sobreviure a un misteriós accident que va matar tots els seus passatgers, és contactat per una clarivident que afirma estar en contacte amb les víctimes. Es basa en la novel·la homònima de 1976 de James Herbert. La pel·lícula va marcar l'última aparició al cinema de Cotten.

## Trama
A Adelaida, Austràlia, el pilot de la línia aèria David Keller sobreviu a l'accident del seu Boeing 747-200, il·lès malgrat que tots els seus 300 passatgers van morir en l'accident. Sense records de l'accident, comença a patir estranyes visions sobrenaturals, que el fan sospitar que alguna cosa va passar en l'accident i que l'accident no va ser un accident.
De tornada a casa, Keller intenta tornar a la seva vida normal, però es veu preocupat pels fotògrafs que intenten fotografiar-lo i vendre les imatges als diaris. Un fotògraf, a qui agredeix Keller, torna a casa on la seva xicota comença a desenvolupar les fotografies. L'home veu una noia al seu pati, i la segueix mentre li fa senyals cap a un cementiri proper; es queda perplex quan sembla que ella apareix i desapareix just davant seu. L'aparició de la nena —víctima de l'accident d'avió— es revela que té cicatrius a la cara, aterrint el fotògraf. Intenta fugir, però és acorralat per l'aparició en un conjunt de vies del tren, on és atropellat per un tren que passa.
Es fa una vetlla al lloc de l'accident, on un sacerdot Catòlica fa un sermó per a les famílies del sacerdot i altres. Després de la vetlla, Keller és abordat per Hobbs, una clarivident que va presenciar l'accident de l'avió des del terra, i que afirma haver estat contactat pels esperits de les víctimes. Keller visita Hobbs a casa seva i la rebutja, després de la qual cosa ella l'ataca i els dos s'enfronten a un altercat físic, en el qual tots dos semblen perdre el control dels seus cossos, experimentant les emocions deslligades de les víctimes.
Més tard, Hobbs es veu obligat a visitar la casa del fotògraf que va ser assassinat pel tren. Mentre Hobbs observa la casa des de fora, la xicota del fotògraf comença a desenvolupar fotografies a la seva habitació fosca, només per trobar que les fotografies es converteixen en retrats inquietants de les víctimes de l'accident cremat. La dona atacada per forces sobrenaturals, és picada fins a la mort per una gran guillotina.
Hobbs porta a Keller a visitar el sacerdot catòlic abans que tots dos decideixin tornar al lloc de l'accident. Hobbs porta a Keller dins de les restes de l'avió, on ella el seu a la cabina intacta. Keller comença a experimentar memòries regressives dels esdeveniments que van conduir a l'accident, que impliquen que un passatger trobi una bomba a bord de l'avió que posteriorment va detonar, fent que l'avió perdés el control. Keller es desperta de la visió i ell i Hobbs fugen del lloc de l'accident. Tewson, un dels companys de Keller que investiga l'accident, arriba poc després i és mort a punyalades per una figura invisible.
Utilitzant les impressions psíquiques d'Hobbs, Keller condueix per la ciutat mentre ella el dirigeix. Els dos arriben a un hangar d'avions on Keller troba en Slater, un dels seus companys de la companyia aèria, armat amb una escopeta. Slater admet haver col·locat la bomba a l'avió, amb l'esperança de matar Keller perquè pogués disputar més control de la companyia aèria. Slater no mostra cap remordiment pel crim, i considera que els 300 passatgers són "ningú". Moments després, els crits de les víctimes omplen l'hangar, i un gran avió que es propulsa de sobte esclata en flames, provocant un infern que mata Keller i Slater. Hobbs mira horroritzada des de fora de l'hangar com Keller en surt ensopegant, envoltat de flames.
L'endemà, mentre s'emporten parts de l'avió estavellat, descobreixen el cadàver cremat de Keller assegut a la cabina.

## Repartiment
- Robert Powell com a David Keller
- Jenny Agutter com Hobbs
- Joseph Cotten com a sacerdot
- Angela Punch McGregor com a Beth
- Peter Sumner com a Tewson
- Lorna Lesley com a Susan
- Ralph Cotterill com a Slater
- Adrian Wright com a Goodwin
- Tim Rice com a presentador de notícies

## Producció
350.000 dòlars del pressupost van ser invertits per la South Australian Film Corporation, amb una quantitat similar procedent d'inversors anglesos. La resta prové de Greater Union, una venda de televisió i inversió privada.
Abans del rodatge, David Hemmings i Antony I. Ginnane van discutir si fer la pel·lícula sangrienta o més cerebral en la línia de The Innocents" (1961). Van triar aquesta última, una decisió que Ginnane va dir més tard que era un error.
Ginnane va demanar a Brian Trenchard-Smith que tallés una bobina promocional de deu minuts per a la pel·lícula per atraure els compradors potencials al Milan Film Market abans que s'hagués acabat. Com que Jenny Agutter estava programada per començar a treballar a la pel·lícula després de la data límit a partir de la qual Trenchard-Smith podria extreure material dels diaris de la pel·lícula, va rodar el seu propi material amb ella exclusivament per al rodet. Més tard va tallar el tràiler de la pel·lícula real quan es va estrenar.

## Recepció
James Herbert, que va escriure la novel·la en què es basava la pel·lícula, va descriure la pel·lícula com a "terrible... una basòfia absoluta".

## Nominacions i premis
| Premi                                                      | Categoria                                   | Subjecte       | Resultat  |
| ---------------------------------------------------------- | ------------------------------------------- | -------------- | --------- |
| Premis AACTA (1981 AFI Awards)                             | Millor actriu                               | Jenny Agutter  | Nominat   |
| Premis AACTA (1981 AFI Awards)                             | Millor fotografia                           | John Seale     | Nominat   |
| Premis AACTA (1981 AFI Awards)                             | Millor so                                   | Peter Fenton   | Nominat   |
| Premis AACTA (1981 AFI Awards)                             | Millor so                                   | Tim Lloyd      | Nominat   |
| Premis AACTA (1981 AFI Awards)                             | Millor disseny de producció                 | Bernard Hides  | Nominat   |
| XIV Festival Internacional de Cinema Fantàstic i de Terror | Medalla Sitges al millor guió               | David Ambrose  | Guanyador |
| XIV Festival Internacional de Cinema Fantàstic i de Terror | Premi del Jurat de la Crítica Internacional | David Hemmings | Guanyador |